# Не буди меня
«Не буди меня» — песня российской певицы Мари Краймбрери, выпущенная 23 сентября 2022 года в качестве промосингла из альбома «Нас узнает весь мир (Part 2)» на лейбле Velvet Music.

## Предыстория
22 сентября 2022 года эксклюзивно для радиостанции Love Radio на один день раньше официального релиза был открыт второй промосингл из пластинки «Нас узнает весь мир (Part 2)» — «Не буди меня».

## Видеоклип
29 сентября 2022 года композиция была экранизирована. Режиссёром видеоклипа выступил бессменный клипмейкер Мари Serghey Grey. В ролике показана глянцевая свадьба, где главную роль (роль невесты) исполнила российская актриса театра Зоя Бербер. Сама Краймбрери предстала в образе угловатой девушки не приемлющей гламурного антуража.

## Отзывы критиков
| Оценки критиков       | Оценки критиков       |
| Источник              | Оценка                |
| Русскоязычные издания | Русскоязычные издания |
| --------------------- | --------------------- |
| InterMedia            | 7/10                  |

Алексей Мажаев — рецензент информационного агентства InterMedia, критикуя песню и видеоклип в своей рецензии от 8 октября 2022 года обратил внимание на запоминающийся припев композиции, однако, отметил, что тот не успевает запомниться, когда Краймбрери изобилует большим количеством релизов и выпускает их каждую неделю. Помимо, рецензент заметил попытки исполнительницы на «присвоение титула „королевы драмы“ нашей попсы» и сравнил Мари с российскими пост-бард-певицами: «В отличие от каких-нибудь Просто Леры или Алёны Швец, Марина предпочитает излагать свои жалобы максимально абстрактно, но красиво». Тем не менее критик был недоволен бессвязностью содержания текста трека и сюжета видеоклипа: «Режиссёр Serghey Grey не стал искать в тексте конкретику и экранизировал другой сюжет». Работа была оценена на 7 из 10.

## История релиза
| № | Регион | Дата             | Форматы                    | Версия      | Лейбл        |
| - | ------ | ---------------- | -------------------------- | ----------- | ------------ |
| 1 | UTC+3  | 23 сентября 2022 | Цифровая загрузка стриминг | Стандартная | Velvet Music |
| 2 | Мир    | 24 сентября 2022 | Цифровая загрузка стриминг | Стандартная | Velvet Music |
| 3 | Мир    | 24 сентября 2022 | Радиоротация               | Радиоверсия | Velvet Music |